# 膜萼茄
膜萼茄（学名：Solanum griffithii）为茄科茄属下的一个种。

## 扩展阅读
- 維基物種上的相關：膜萼茄